# Penaeus esculentus
Penaeus esculentus är en kräftdjursart som beskrevs av William Aitcheson Haswell 1879. Penaeus esculentus ingår i släktet Penaeus och familjen Penaeidae. Inga underarter finns listade i Catalogue of Life.

## Bildgalleri

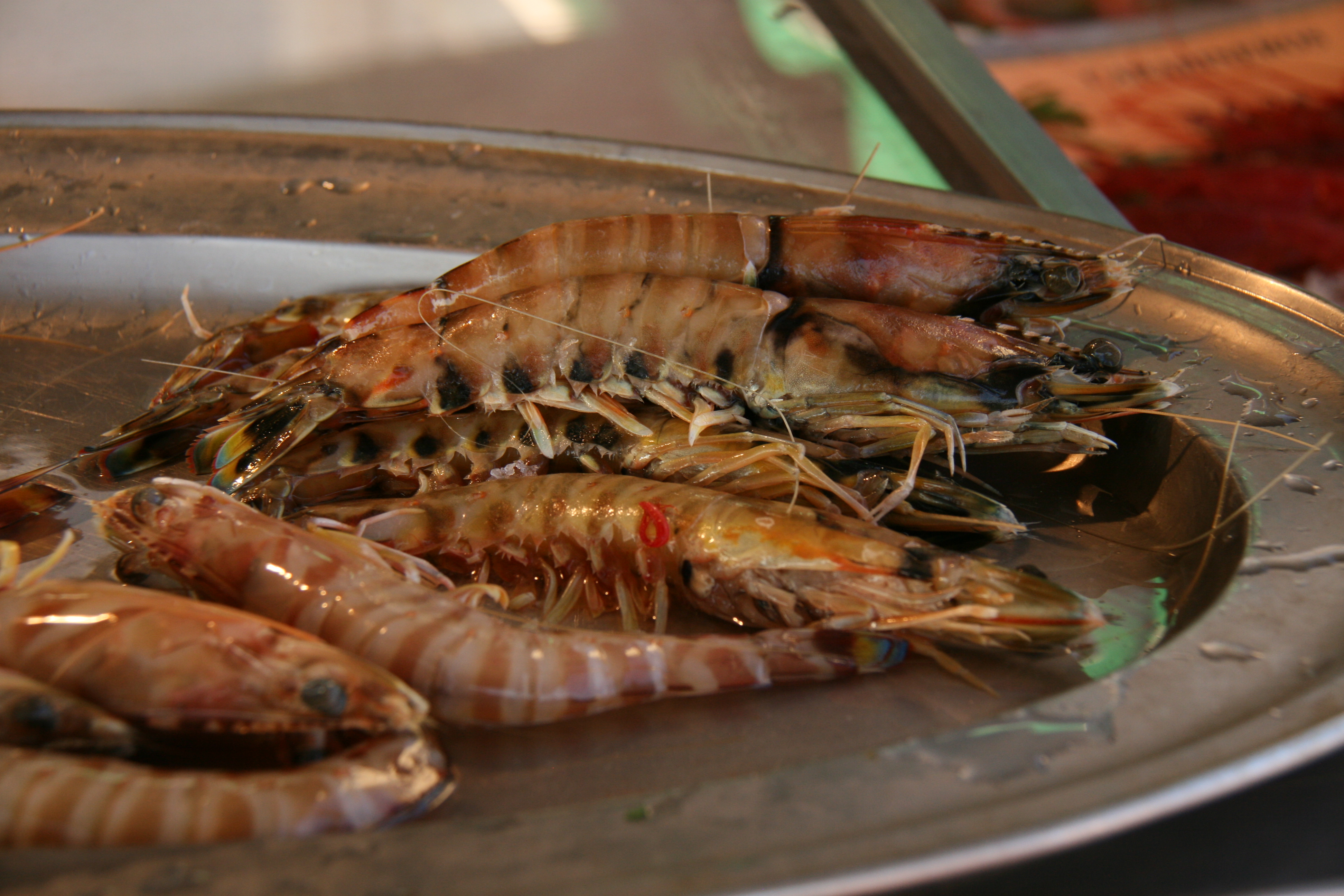